# Oleh Matvjejev
Oleh Jurijovyč Matvjejev (in ucraino Олег Юрійович Матвєєв?, traslitterazione anglosassone: Oleh Matveyev, in russo Оле́г Ю́рьевич Матве́ев?, Oleg Jur'evič Matveev; Rostov sul Don, 18 agosto 1970) è un ex calciatore ucraino, di ruolo attaccante.

## Carriera
Fu capocannoniere del campionato ucraino nel 1997.